# Queen Peak
Queen Peak är en bergstopp i Kanada.   Den ligger i provinsen British Columbia, i den sydvästra delen av landet, 3 700 km väster om huvudstaden Ottawa. Toppen på Queen Peak är 1 639 meter över havet, eller 746 meter över den omgivande terrängen. Bredden vid basen är 3,6 km.
Terrängen runt Queen Peak är bergig västerut, men österut är den kuperad.Trakten runt Queen Peak är nära nog obefolkad, med mindre än två invånare per kvadratkilometer.. Det finns inga samhällen i närheten.
I omgivningarna runt Queen Peak växer i huvudsak barrskog.